# Orthonama ignifera
Orthonama ignifera là một loài bướm đêm trong họ Geometridae.